# آداپازاری
آداپازاری (به ترکی استانبولی: Adapazarı) (به ترکی عثمانی: آطه‌پازاری)) شهری است در ناحیهٔ مرمرهٔ ترکیه و مرکز استان سقاریه.

## بنیان‌گذاری
این شهرک در سده ۱۴ام میلادی توسط ارمنی‌ها بنیان‌گذاری شده است و تونیکاشن؛ ارمنی: Տոնիկաշեն نامیده شد. در پایان سده ۱۵ام میلادی ترکان در جریان نسل‌کشی ارمنی‌های اخراج شده از شهرک را دوباره نامگذاری کردند

## جمعیت
این شهر در سال ۲۰۱۴ دارای ۴۶۲٬۰۸۷ نفر جمعیت بوده‌است. این شهر محل استقرار شرکت اوتوکار می‌باشد.